# Vertigo hubricti
Vertigo hubricti е вид коремоного от семейство Pupillidae.

## Разпространение
Видът е ендемичен за САЩ. Среща се в Мичиган и Уисконсин.